# Чарльз Генрі Райт
Чарльз Генрі Райт (англ. Charles Henry Wright, 1864—1941) — британський ботанік.

## Біографія
Чарльз Генрі Райт народився 5 червня 1864 року в Оксфорді. Вивчав ботаніку в Оксфордському університеті. Деякий час працював асистентом в гербарії Університету, а також в його бібліотеці.
З 1884 року працював асистентом в Гербарії К'ю. У 1896 році він був обраний членом-кореспондентом Лондонського Ліннеївського товариства. У 1899-1901 він працював асистентом екзаменатора з ботаніки в Південному Кенсінгтоні. У 1908 році Райт був призначений асистентом зберігача гербарію, працював на цій посаді до 1929 року.
Райт більшу частину часу роботи в К'ю приділяв вивченню систематики мохів, папоротей і однодольних Африки. Він був автором обробок відповідних родин у великих оновлених монографіях Flora Capensis В. Г. Гарві і Flora of Tropical Africa Д. Олівера.
Після відходу на пенсію в 1929 році Райт вивчав головним чином флору околиць Сітона, його місця проживання.
21 червня 1941 року Чарльз Генрі Райт помер.
| Чарлз Дарвін | Це незавершена стаття про біолога. Ви можете допомогти проєкту, виправивши або дописавши її. |